# ناحیه سفتن، شهرستان فایت، ایلینوی
ناحیه سفتن (به انگلیسی: Sefton Township) یک منطقهٔ مسکونی در ایالات متحده آمریکا است که در شهرستان فایتی، ایلینوی واقع شده‌است. ناحیه سفتن ۱۶۶ متر بالاتر از سطح دریا واقع شده‌است.